# Eupsilia iuncta-rufescens
Eupsilia iuncta-rufescens là một loài bướm đêm trong họ Noctuidae.